# رؤیا زمانی
رویا زمانی (انگلیسی: Roia Zamani) یک تکواندوکار اهل کشور افغانستان است.او بهتر به عنوان برنده مدال برنز مسابقات آسیایی سال ۲۰۰۲ تکواندو در وزن ۷۵ کیلوگرم شناخته می‌شود.

## زندگی‌نامه
خانوادهٔ زمانی در سال ۱۹۹۶ در پی حملهٔ طالبان به افغانستان، به کشور همسایه خود یعنی ایران مهاجرت کردند.شش سال در ایران ماندند و در این مدت رویا به یادگیری تکواندو پرداخت.در سال ۲۰۰۲ به افغانستان بازگشتند و رویا در کابل به عنوان مترجم زبان انگلیسی مشغول بکار شد.